# آق‌دالا
آق‌دالا (به قزاقی: Aqdala) یک منطقهٔ مسکونی در قزاقستان است که در استان آلماتی واقع شده‌است.